# NGC 53

NGC 53

NGC 53 هو مجرة حلزونية ضلعية تقع في كوكبة الطوقان، وقد اكتشفت من قبل جون هيرشل بتاريخ 15 أيلول/سبتمبر عام 1836، وقد وصفها بأنها «ضعيفة جدا، كما أنها صغيرة، وموسعة نوعا ما».
تبلغ هذه المجرة حوالي 120,000 سنة ضوئية، مما يجعلها تشبه إلى حد بعيد درب التبانة.